# John Carney
John Carney (Dublín, Irlanda, 1972) és un guionista i director de cinema irlandès. Es va donar a conèixer amb la seva reconeguda pel·lícula Once (2007). Begin Again (2013) i Sing Street (2016) completen la seva trilogia musical no oficial.

## Biografia
John Carney va començar com a baixista del grup de rock irlandès The Frames entre 1991 i 1993, pels que també va dirigir videoclips.
Amb Tom Hall va escriure i dirigir els seu primer llargmetratge November Afternoon  (1996)
 El 2007 va escriure el guió i dirigir Once (2007), film protagonitzat per una parella de músics, Glen Hansard i Markéta Irglová, ambientada a Dublín, que va rebre diversos guardons com el premi del públic al Festival de Cinema de Sundance i el de millor pel·lícula estrangera als Premis Independent Spirit i l'Oscar a la millor cançó original. El 2013 va escriture i dirigir Begin Again, una comèdia dramàtica musical protagonitzada per Keira Knightley i Mark Ruffalo.
Ha estat coguionista i director de quatre episodis de la sèrie Modern Love (2019-) produïda per Amazon, comèdia romàntica basada en columnes del New York Times on s'explora l'amor i les relacions humanes.

## Filmografia
| Any       | Film                                     | Director/Guionista               | Comentaris                                                       |
| --------- | ---------------------------------------- | -------------------------------- | ---------------------------------------------------------------- |
| 1996      | November Afternoon                       | Director, coguionista            |                                                                  |
| 1999      | Park                                     | Director, coguionista            |                                                                  |
| 2001      | On the Edge                              | Director, coguionista            |                                                                  |
| 2001-2003 | Bachelors Walk                           | Director, coguionista            | Sèrie de televisió                                               |
| 2003      | Zonad                                    | Director, guionista              | Curt                                                             |
| 2007      | Once                                     | Director, guionista              | Guanyador Oscar a la millor cançó original                       |
| 2007      | The Modest Adventures of David O'Doherty | Director                         | Sèrie de televisió                                               |
| 2009      | Zonad                                    | Co-Director, coguionista         |                                                                  |
| 2012      | The Rafters                              | Director, guionista              |                                                                  |
| 2013      | Begin Again                              | Director, guionista              | Nominació Oscar a la millor cançó original                       |
| 2016      | Sing Street                              | Director, guionista              | Nominació al Globus d'Or a la millor pel·lícula musical o còmica |
| 2019      | Modern Love                              | Director 4 episodis, coguionista | Sèrie de televisió                                               |